# Serpula willeyi
Serpula willeyi är en ringmaskart som beskrevs av Pillai 1971. Serpula willeyi ingår i släktet Serpula och familjen Serpulidae. Inga underarter finns listade i Catalogue of Life.